# Kakuru
Kakuru là một chi khủng long, được Molnar & Pledge mô tả khoa học năm 1980.